# Файзуллина, Лира Фахреевна
Лира Фахреевна Файзуллина (род. 25 февраля 1936, Саитбаба, Башкирская АССР) — российская телеведущая, диктор ГТРК «Башкортостан», народная артистка Башкирии (1993).

## Биография
Родилась 25 февраля 1936 года в селе Саитбаба Красноусольского района БАССР.
В 1956 году окончила Уфимское дошкольное педагогическое училище, в 1970 году — Уфимское училище искусств (курс Г. Г. Гилязева).
С 1956 года работала старшей пионервожатой Утяковской средней школы Гафурийского района БАССР. В 1959—1998 годах работал диктором на башкирском телевидении в ГТРК «Башкортостан».
На телевидении вела детские передачи «Асыҡ ишек» («Открытая дверь»); рубрики «Ата әсәләр өсөн тапшырыу» («Беседы для родителей»). На башкирском радио вела радиожурнал «Ауыл хужалығы» («Сельское хозяйство»), трансляции с праздничных мероприятий.
Снималась в фильме «Туй» («Свадьба»; «Баштелефильм», 1970).

## Награды и звания
- Заслуженная артистка Башкирской АССР (1979).
- Народная артистка РБ (1993)
- Лауреат Республиканского фестиваля молодёжи (Уфа, 1957).